# Rickrolling

Hình ảnh bài hát "Never Gonna Give You Up" trên YouTube, chụp năm 2008.

Rickrolling, hay còn gọi là Rickroll, là một trò đùa và một meme rất nổi tiếng trên mạng xã hội Internet được ra đời vào năm 2006, meme này hoạt động bằng việc chèn bài hát Never Gonna Give You Up của ca sĩ người Anh Rick Astley vào một trang web hoặc một video ngẫu nhiên. Những nạn nhân nhấp phải những trang web ngẫu nhiên có gắn trò đùa rickroll này đều sẽ bị nhận lấy sự xấu hổ lẫn hài hước.
Rickroll bắt đầu vào năm 2006 dưới một trò đùa theo kiểu "Nhử mồi và chuyển đổi" hay "duck rolling" khá nổi tiếng trên 4chan vào năm 2006, sau đó cũng đã trở nên phổ biến trên chính trang web đó trong sự kiện Cá tháng Tư năm 2007 và lan ra trên nhiều trang mạng khác vài năm sau đó. YouTube đã từng dùng trò đùa này vào sự kiện Cá tháng Tư vào năm 2008.
Rickroll mặc dù gây nên sự hài hước cho một số người, nhưng đôi khi cũng gây nên sự khó chịu và ức chế cho một số người dùng khác.

### Nguồn gốc

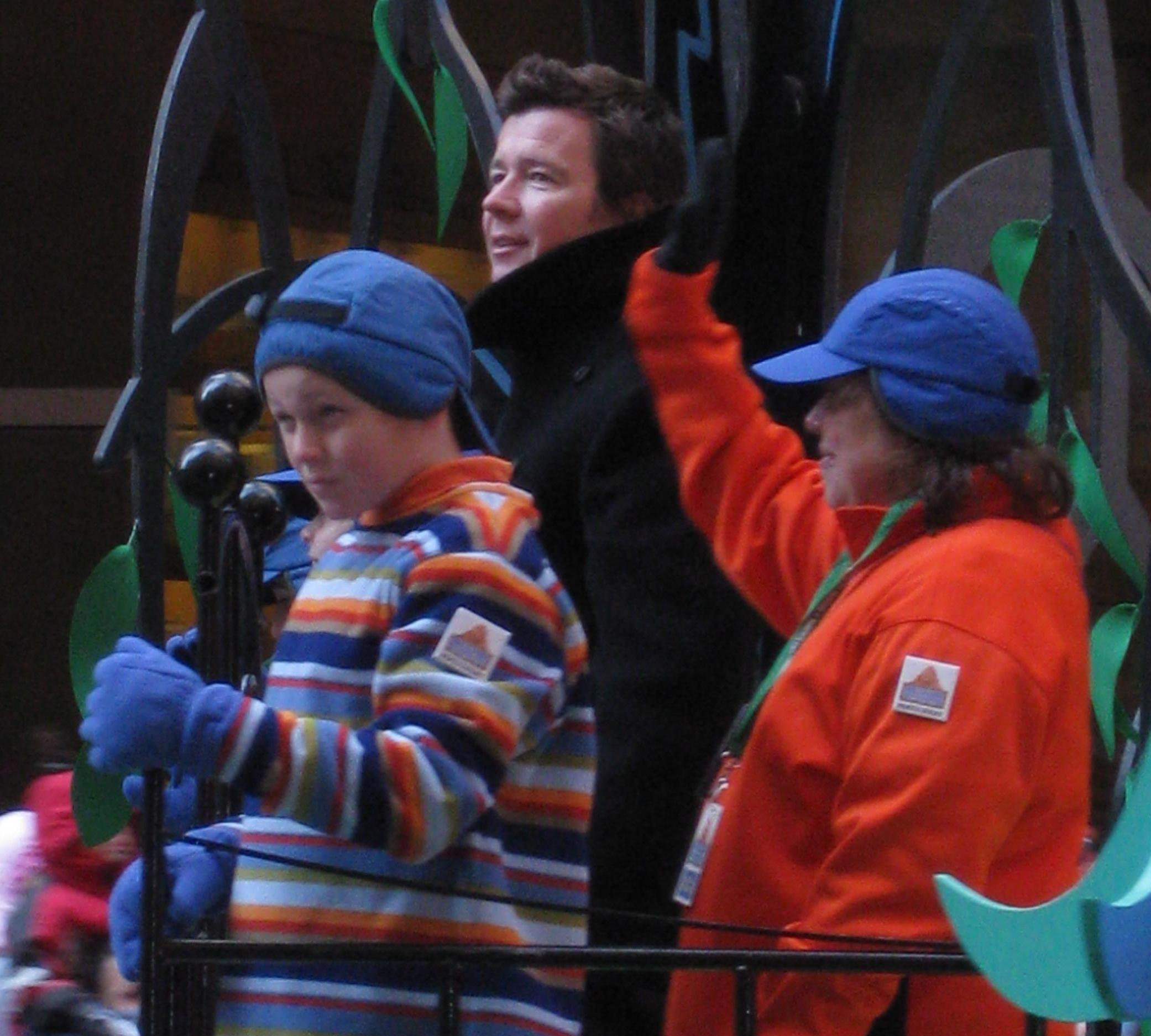
Rick Astley biểu diễn tại Thành phố New York vào tháng 11/2008.

## Đánh giá và phản ứng

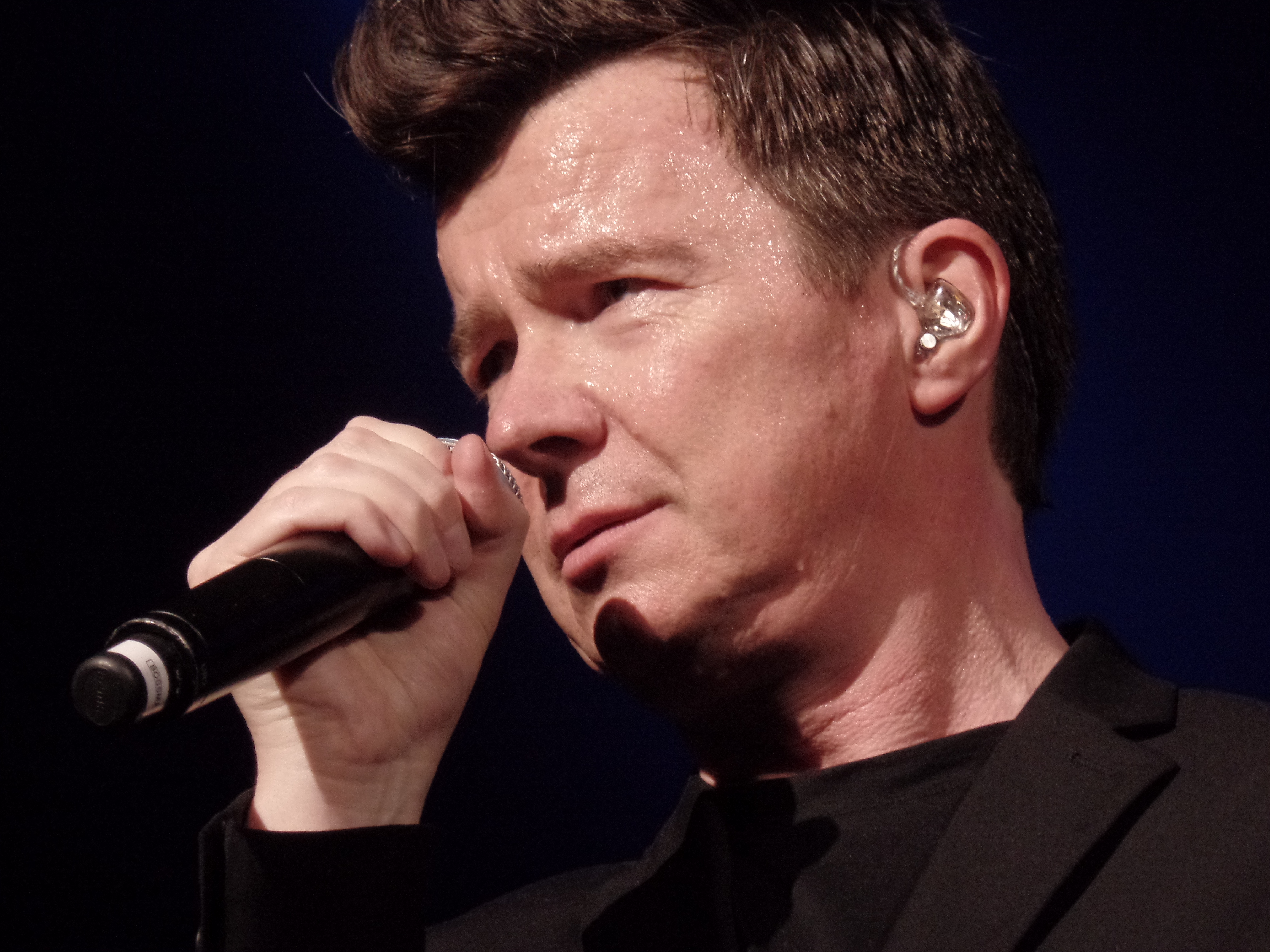
Rick Astley biểu diễn vào năm 2017.

## Lịch sử